# Cobbo der Ältere
Cobbo der Ältere, auch Cobbo, Choppo oder Kobbo (erwähnt 842 und 845) war ein fränkischer Großer aus dem Geschlecht der Ekbertiner. Die Mittelalterforschung vermutete ein Machtzentrum in Altsachsen, nämlich im westfälischen Gau Trecwiti bei Osnabrück. Der älteren Forschung galt er deshalb als Angehöriger des sächsischen Stammes.
Während des Karolingischen Brüderkrieges 841–843 gehörte Cobbo gemeinsam mit seinem Bruder Warin und dem Grafen Bardo zu den wenigen Unterstützern Ludwigs II. des Deutschen in Altsachsen. Cobbos Königsnähe kommt in mehreren Gesandtschaften zum Ausdruck. Im Jahr 842 verhandelte er im Auftrag Ludwigs II. mit Lothar I. über die Teilung des fränkischen Reiches. Im Jahr 845 schickte Ludwig II. Cobbo an den Hof des dänischen Herrschers Horik I., um eine Beendigung der Normannenüberfälle auf das Ostfrankenreich zu vereinbaren.
Bei Cobbos Sohn Liudolf könnte es sich um Liudolf, den Stammvater der Liudolfinger handeln. Cobbo selbst ist zu unterscheiden von seinem Enkel Cobbo dem Jüngeren († nach 889).

## Herkunft und Familie
Cobbo gilt als ältester Sohn des Grafen Ekbert und der fränkischen Adligen Ida von Herzfeld. Ekbert war ein Vertrauter Karls des Großen. Die Annales regni Francorum erwähnen Ekbert zum Jahr 809 im Zusammenhang mit der Befestigung der Burg Esesfeld nördlich der Elbe. Seine Vorfahren sind unbekannt. Zudem ist unklar, ob er sächsischer oder fränkischer Herkunft war. Seine Eheschließung mit Ida ist dem zwischen 862 und 875 in Corvey verfassten Bericht über die Translation von Reliquien der Heiligen Pusinna nach Herford zu entnehmen. Dort wird auch erwähnt, das Paar hätte eine Tochter und mehrere Söhne gehabt, von denen allerdings nur der spätere Corveyer Abt Warin namhaft gemacht wird. Dieser Warin wird in einer dem Osnabrücker Bischof Egilmar zugeschriebenen Klageschrift an Papst Stephan VI., der sogenannten Querimonia, als Bruder Cobbos bezeichnet. Weitere Quellen über die Abstammung Cobbos gibt es nicht. Das ist insofern problematisch, als die Querimonia Egilmars nach neuerer Auffassung eine Fälschung aus dem 11. Jahrhundert darstellen könnte. In einem Eintrag über eine Schenkung an das Kloster Corvey wird mit Liudolf ein weiterer Bruder Cobbos erwähnt. Liudolf war wahrscheinlich mit einer Schwester des Grafen Bardo verheiratet. Dagegen hält Johannes Fried diesen germanus Cobbo Liudolf für einen Onkel. Wiederum in der Querimonia Egilmars findet sich der Hinweis, Cobbos Schwester sei Äbtissin des Stifts Herford gewesen. In zwei im Hochmittelalter gefälschten Kaiserurkunden wird sie Addila genannt. Infolge der zweifelhaften Quellenlage ist die Zuordnung jedoch umstritten. Johannes Fried nimmt zusätzlich noch die Existenz einer weiteren Schwester Hathui an.
Der Name Cobbo ist eine Kurzform von Godabert oder Godebert. Donald C. Jackman erkennt darin eine Koseform von Ekbert.
Ein Eintrag im Verbrüderungsbuch der Abtei Reichenau überliefert die Namen von Cobbos Ehefrau Eila (i.e. Heilwig) und der Kinder Ekbert, Liudolf, Brun, Ida, Heilwig und Hathumod. Aufgrund dieses Namensgutes wird allgemein eine Verwandtschaft Cobbos mit den Liudolfingern angenommen, „will man die „Kobbonen“ nicht zu „Liudolfingern“ erklären“ (Johannes Fried). Tatsächlich gingen bereits Georg Waitz und Albert K. Hömberg – noch ohne Kenntnis des Reichenauer Gedenkeintrages mit dem Namen Liudolf – davon aus, der Stammvater der Liudolfinger, Liudolf, sei ein Enkel Idas und Ekberts.

## Karolingischer Brüderkrieg
Cobbo gehörte während des Karolingischen Brüderkrieges 841–843 zu den Unterstützern Ludwig II. des Deutschen. Nach dem Tod Kaiser Ludwig des Frommen im Jahr 840 war es unter seinen Söhnen zum Streit über die Art und den Umfang ihres Anteils an der Herrschaft gekommen. Während die Mehrheit des sächsischen Adels dem ältesten Sohn Lothar I. folgte, schlossen sich Cobbo und sein Bruder Warin sowie Cobbos mutmaßlicher Schwager Graf Bardo Ludwig dem Deutschen an. Die Annalen von St. Bertin berichten, Ludwig II. habe den rechtsrheinischen Adel wahlweise durch Gewalt, Drohungen, Versprechungen oder aus anderen Gründen für seine Sache gewinnen können. Die Unterstützung der Familie Cobbos scheint Ludwig II. sich durch die Einräumung umfangreicher Privilegien gesichert zu haben. Bereits im Dezember 840 stellte er für das Kloster Corvey, dem Cobbos Bruder Warin als Abt vorstand, drei Urkunden aus. Darin bestätigte er dem Kloster freie Abtswahl, Immunität und Königsschutz sowie seine umfangreichen Besitzungen. Erstmals kämpften Cobbo, Warin und Bardo mit ihren umfangreichen Truppenkontingenten im April 841 an der Seite Ludwigs II. am Rhein bei Worms. Dort erlitten sie gegen das von Lothar und seinem wichtigsten Verbündeten Adalbert von Metz angeführte Heer eine empfindliche Niederlage. Ungefähr zeitgleich brach in Sachsen der Aufstand der Stellinga aus, der sich gegen die beiden mit den Karolingern verbündeten sächsischen Adelsfraktionen richtete. Am 13. Mai 841 kämpfte Cobbo in der Schlacht im Ries erneut an der Seite Ludwigs II. Nach dem Sieg zog er mit dem Heer über den Rhein in das Westfrankenreich, wo sie das Heer Lothars I. am 25. Juni 841 in der Schlacht von Fontenoy nahezu vernichteten. Daraufhin wandte sich Lothar I. an die aufständischen Stellinga und stellte ihnen die Rückkehr zu ihrem alten Glauben und ein Leben nach ihren Sitten in Aussicht.
Nachdem der Aufstand der Stellinga ganz Sachsen ergriffen hatte, bot Lothar I. Verhandlungen an. Im Sommer 842 gehörte Cobbo mit Konrad, dem Bruder der Kaiserin Judith, und Adalhard, dem Seneschall von Neustrien, zu den Mitgliedern einer hochgestellten Gesandtschaft, die mit Lothar I. über die Teilung des fränkischen Reiches verhandeln sollte. Der frühmittelalterliche Geschichtsschreiber Nithard schildert in seinem um das Jahr 845 entstandenen Werk Historiae den Verlauf dieser Verhandlungen. Danach reiste die Delegation um Cobbo mit einem im eigenen Lager umstrittenen Vorschlag für eine Aufteilung des Reiches zu Lothar I. in die Nähe von Mâcon, während Ludwig der Fromme und Karl in Mussy-sur-Seine verblieben, um die Antwort Lothars I. abzuwarten. Dieser empfing die Unterhändler respektvoll, lehnte den Teilungsvorschlag aber ab. Anstatt abzureisen unterbreiteten die Gesandten daraufhin einen eigenen Vorschlag, in dem sie Lothar I. auf Kosten Karls Zugeständnisse machten. Die Unterhändler gingen so weit, dass sie Lothar I. die Bestätigung ihres eigenen Vorschlages durch seine Brüder ohne Rückversicherung garantierten, indem sie den neu ausgehandelten Teilungsplan für Ludwig und Karl bindend beschworen. Ob sie dazu bevollmächtigt waren, vorhandene Vollmachten überschritten oder aus eigener Machtbefugnis handelten bleibt unklar. Nach der Rückkehr ihrer Gesandten scheinen die Brüder den von Cobbo und seinen Begleitern ausgehandelten Teilungsplan akzeptiert zu haben, denn am 16. Juni 842 schlossen die verfeindeten Brüder auf einer Insel in der Saône einen vorläufigen Frieden.
Die Eigenmächtigkeit Cobbos und seiner Begleiter hatte bereits Nithard bewegt. Es sei ihm unbekannt, durch welche Kunstgriffe es Lothar I. gelungen sei, die Gesandten zu täuschen und zur Annahme seiner Bedingungen zu bringen. Ernst Dümmler hielt Mitte des 19. Jahrhunderts eine Bestechung für möglich. Dagegen vertrat Meyer von Knonau 1866 den Standpunkt, Cobbo und die anderen Großen des Reiches hätten über die Macht und den Willen verfügt, den Bruderkrieg im Zweifel eigenmächtig und gegen den Widerstand der Herrscher zu beenden. Das hielt Gerd Tellenbach 1944 für undenkbar. Die Unterhändler hätten „so ein großes, wertvolles Land“ nicht ohne entsprechende Vollmachten preisgeben können. Demgegenüber lastete nach Auffassung von Janet L. Nelson auf Cobbo und den anderen Großen des Reiches ein erheblicher Erfolgsdruck. Die Erwartungshaltung ihrer Gefolgsleute sei so groß gewesen, dass sie im Falle eines Scheiterns bei den Friedensverhandlungen mit einer Abkehr ihrer Anhänger hätten rechnen müssen.

## Gesandter am Hof Horiks I.
Im Sommer des Jahres 845 hielt sich Cobbo am Hof des dänischen Herrschers Horik I. auf. Er hatte sich im Auftrag Ludwig des Deutschen dorthin begeben, um mit Horik I. über die Einstellung der Normannenüberfälle auf das Ostfrankenreich zu verhandeln. Zuletzt war Horik I. im Frühjahr 845 mit einer gewaltigen Flotte – den Annales Bertiniani zufolge angeblich 600 Schiffe – die Elbe flussaufwärts gefahren. Den örtlichen sächsischen Großen gelang es ein Heer aufzustellen. Anschließend sollen sie die Normannen „mit Gottes Hilfe“ besiegt und zur Umkehr gezwungen haben. Doch scheint Horiks I. Macht durch die Niederlage ungebrochen geblieben zu sein. Während es in den Annales Bertiniani nämlich weiter heißt, die Normannen hätten auf dem Rückweg eine slawische Festung zerstört, berichten die Annales Fuldenses und später auch Rimbert, die zurückfahrende Normannenflotte habe die Hammaburg eingekreist, belagert und restlos zerstört. Bereits im Winter waren Normannen in Friesland eingefallen und hatten dort eine Vielzahl von Menschen umgebracht. Ludwig der Deutsche bemühte sich, der instabilen Lage im Norden durch eine Kombination aus Diplomatie und militärischer Stärke Herr zu werden. Ein fortschreitender Machtverfall an der ohnehin königsfernen Peripherie drohte mit einem Verlust der Loyalität der örtlichen Großen einherzugehen. In dem um 851 entstandenen Bericht der Translatio sancti Germani Parisiensis anno 846 heißt es dazu ausdrücklich, Cobbo habe sich als Gesandter Ludwigs am Hof Horiks I. aufgehalten. Über den Verlauf der Verhandlungen ist nichts bekannt, doch scheinen diese erfolgreich gewesen zu sein. Zu Ludwigs Hoftag in Paderborn im Herbst 845 erschien eine Gesandtschaft Horiks I. Die Unterhändler schlugen den Abschluss eines Friedensvertrages vor und versprachen, Gefangene freizulassen und die erbeuteten Schätze soweit möglich zurückzugeben. Bis zum Tode Ludwigs II. gab es keine Angriffe der Normannen mehr auf das Ostfrankenreich.
Während seines Aufenthaltes am Hof Horiks I. wurde Cobbo Zeuge der Rückkehr des normannischen Anführers Reginheri, möglicherweise Vorbild für die Figur des sagenhaften Ragnar Lodbrok. Reginheri war mit seinen Schiffen Anfang des Jahres 845 die Seine hinaufgefahren, hatte Paris überfallen und unter anderem die Abtei Saint-Germain-des-Prés ausgeraubt. Er und seine Männer waren an einer unbekannten Seuche erkrankt, an der sie schließlich starben. Cobbo berichtete den Mönchen der Abtei Saint-Germain-des-Prés Jahre später von seinen Erlebnissen, die diese in der Translatio sancti Germani Parisiensis anno 846 aufzeichneten. Auch der Bericht in den nach dem Jahr 885 verfassten De miraculis sancti Germani Parisiensis episcopi geht auf die Nachrichten Cobbos zurück.

## Machtzentrum
Obwohl Cobbo über umfangreichen Streubesitz in ganz Sachsen verfügte, soll sich sein Machtzentrum im Gau Trecwiti bei Osnabrück befunden haben. Ausschlaggebend für diese Annahme ist eine Nachricht über die Rolle Cobbos bei der Neubesetzung des Bistums Osnabrück. Die Querimonia Egilmars aus dem Jahr 890 berichtet nämlich, Cobbo hätte auf die Neubesetzung des vakanten Bischofsstuhles maßgeblichen Einfluss genommen. Anschließend habe er einen Teil des Kirchenzehnten an die außerhalb der Diözese gelegenen Klöster Herford und Corvey verschenkt, denen seine Geschwister Addila und Warin als Äbtissin bzw. Abt vorstanden. Diese Schenkung sei rechtswidrig gewesen. Denn Karl der Große habe bei der Gründung des Bistums Osnabrück bestimmt, das der Kirchenzehnt im gesamten Bistum ausschließlich dem Bischof zustehe. Nachdem sich der Osnabrücker Bischof Goswin im Streit zwischen Kaiser Ludwig dem Frommen und seinen Söhnen auf die Seite Lothars II. gestellt hatte, ging er nach der Rückkehr Ludwig des Frommen um 835 ins Exil nach Fulda. Auf Cobbos Vorschlag soll Ludwig II. der Deutsche dann 845 oder 847 die Stelle des Bischofs mit Gauzbert besetzt haben. Dieser Gauzbert hatte sich bis 845 auf Mission im schwedischen Birka befunden. Während Cobbo sich am Hof Horiks aufhielt, musste Gauzbert „nach einem Überfall einer normannischen Räuberbande“ sein christliches Missionswerk abbrechen und kehrte ins Ostfrankenreich zurück. Edeltraud Balzer hält es aufgrund der mutmaßlichen Namensgleichheit (Cobbo als Kurzform von Gauzbert) für möglich, dass Gauzbert ein Verwandter Cobbos war und er sich deshalb für diesen einsetzte. Umgekehrt soll er die moralische Abhängigkeit Gauzberts ausgenutzt haben.